# Ājghān
Ājghān (persiska: آجغان) är en ort i Iran.   Den ligger i provinsen Nordkhorasan, i den nordöstra delen av landet, 500 km öster om huvudstaden Teheran. Ājghān ligger 1 069 meter över havet och antalet invånare är 513.
Terrängen runt Ājghān är platt.Runt Ājghān är det ganska glesbefolkat, med 30 invånare per kvadratkilometer. Närmaste större samhälle är Esfarāyen, 16,5 km öster om Ājghān. Trakten runt Ājghān är ofruktbar med lite eller ingen växtlighet.